# Domenico Veneziano

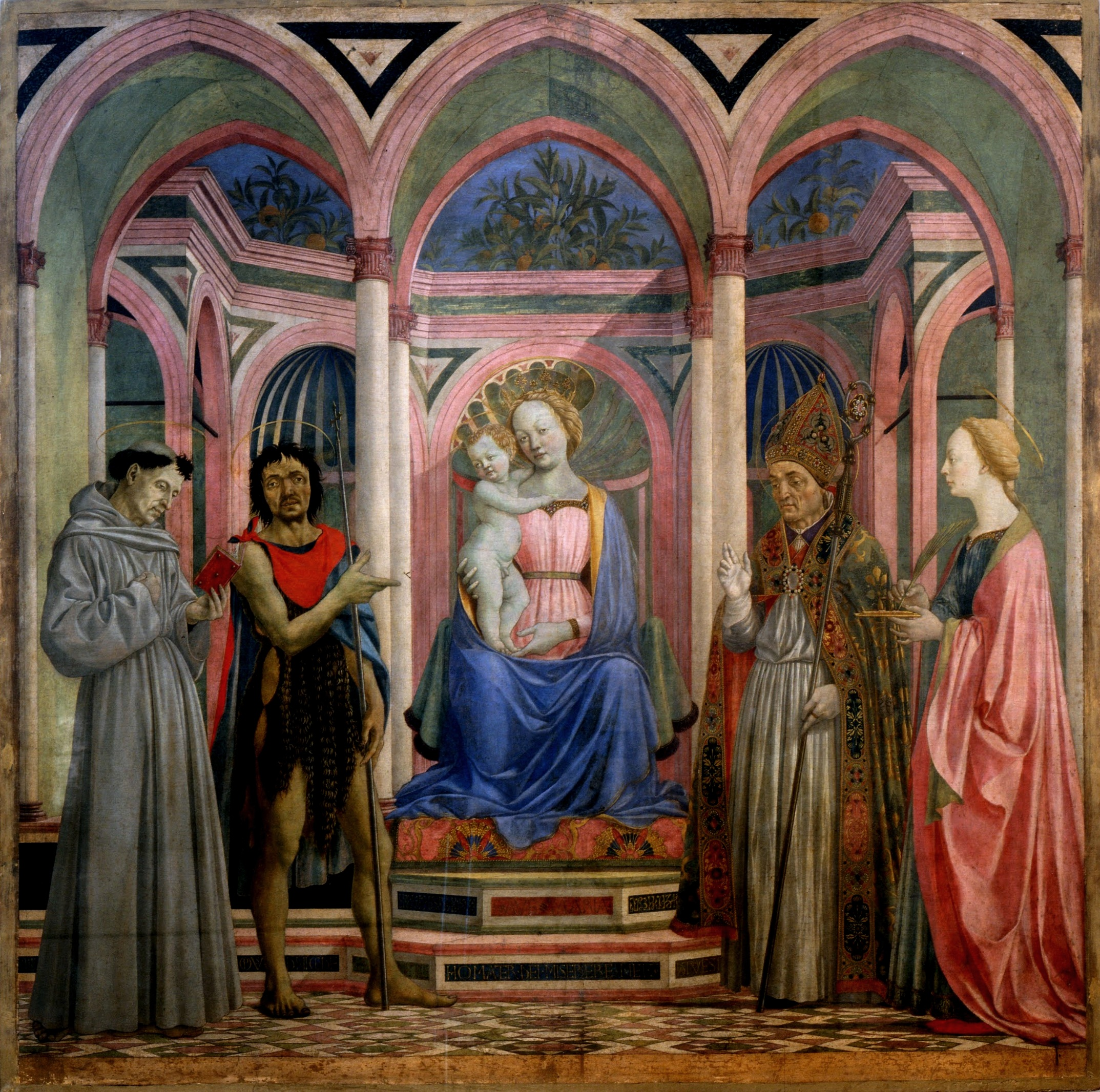
Mare de Déu entronitzada (~1445)

Domenico di Bartolomeo da Venezia dit Domenico Veneziano (1400/10 — Florència, 1461) va ser un pintor del Quattrocento italià, que va realitzar grans aportacions a la tècnica del color en el Renaixement. Va nàixer probablement a Venècia entre 1400 i 1410 i va morir a Florència l'any 1461. La seua obra més famosa és el Retaule de Santa Llúcia de' Magnoli.

## Biografia
Domenico Veneziano va ser un pintor italià del Quattrocento, nascut probablement a Venècia, tot i que malgrat això es troba vinculat a l'escola florentina. No es coneixen dades referents al seu naixement i formació, però alguns historiadors de l'art pensen que va rebre el seu ensinistrament inicial a Venècia.
Al llarg de la dècada de 1430 va treballar a Perugia; el 1438 va escriure a Piero de Mèdici per a sol·licitar l'obtenció d'un encàrrec. La seua petició va ser acceptada, de manera que cap a l'any 1439 es va establir a Florència, lloc on va romandre, a excepció de breus períodes, fins a la data de la seua mort.
Hi va treballar en els desapareguts frescos de l'església de Sant Egidi a l'Hospital de Santa Maria Nuova en companyia del seu deixeble Piero della Francesca i de Bicci di Lorenzo (mestre del gòtic tardà). L'any 1447, va acabar la seua obra mestra, el Retaule de Santa Llúcia de' Magnoli, que representa la Mare de Déu i l'Infant amb sants. Aquesta obra va causar un profund impacte sobre els seus contemporanis.
El seu darrer treball conegut és un fresc de sant Joan Baptista i sant Francesc per a la Capella Calvacanti, que va ser arrencat l'any 1566.
Giorgio Vasari a les seus Vides conta que Veneziano va ser assassinat per Andrea del Castagno, però aquesta teoria és bastant improbable, ja que Castagno va morir al voltant de 1457, mentre que Veneziano va perdre la vida a Florència quatre anys després, el 1461.

## Característiques de la seua obra
Domenico Veneziano va ser un dels innovadors del Renaixement primerenc. Tot i que va estudiar l'estil de Masaccio, Paolo Uccello i Castagno relatiu a la representació de l'espai i les figures, el treball de Veneziano destaca sobretot pel seu notable tractament del color (i de les diferències que hi provoca la llum) i per l'ús de la perspectiva.
El mètode d'emprar pintura al tremp amb més oli com a aglutinant va ser usat en el temps moderns per a intensificar els colors; i Domenico va experimentar amb aquesta tècnica per a crear efectes de llum "atmosfèrics".

## Comentaris sobre algunes de les seues pintures
L'adoració dels Reis Mags (1440/43)
L'Adoración dels Reis Mags va ser probablement pintada en un dels intervals de treball de Domenico a Sant'Egidio entre 1440 i 1443. Mostra una escena amb personatges que vesteixen luxosos i elegant vestits, tots amb acurats detalls. Aquesta acurada descripció, que és evident també al paisatge, i la presència de motius de caça, són el resultat de la influència de pintors lligats a l'estil gòtic, entre els quals destaca Pisanello (la "Partida de Sant Jordi" n'és un bon exemple). Tot i així, alguns elements de la forma i la composició, com la qualitat escultural de les figures, la seua solidesa i pes, i l'encertat ús de la perspectiva, palesen amb claredat que es tracta d'una obra enquadrada en l'estètica renaixentista.
Sant Joan Baptista i sant Francesc (1454)
Les dues figures allargassades apareixen sota una volta de canó. Són molt semblants, ambdues pintades en tons pàl·lids. La pintura presenta una influència de Castagno, que es nota en la seua força i la solidesa de les figures (de fet, el fresc ha estat atribuït a Andrea del Castagno per alguns especialistes).
El canvi en el treball artístic de Domenico que representa aquesta pintura pot ser interpretat com un intent d'incorporar els recents desenvolupaments en la pintura florentina, duts a terme per Fra Filippo Lippi i Andrea del Castagno.